# واسكوم
واسكوم (بالإنجليزية: Waskom, Texas)‏ هي مدينة تقع بولاية تكساس في شمال شرق الولايات المتحدة. تبلغ مساحة هذه المدينة 7.1 (كم²)، وترتفع عن سطح البحر 87 م، بلغ عدد سكانها 2068 نسمة في عام 2000 حسب إحصاء مكتب تعداد الولايات المتحدة وتصل الكثافة السكانية فيها 289.6 نسمة/كم2.

## التركيبة السكانية
حدّد مكتب تعداد الولايات المتحدة بيانات التركيبة السكانية لواسكوم في تعداد الولايات المتحدة. في ما يلي، التركيبة السكانية حسب تعدادي 2000 و2010.

### تعداد عام 2000
بلغ عدد سكان واسكوم 2,068 نسمة بحسب تعداد عام 2000، وبلغ عدد الأسر 790 أسرة وعدد العائلات 572 عائلة مقيمة في المدينة. في حين سجلت الكثافة السكانية 298 نسمة لكل كيلومتر مربع (771.8/ميل2). وبلغ عدد الوحدات السكنية 894 وحدة بمتوسط كثافة قدره 128.8 لكل كيلومتر مربع (333.6/ميل2).
وتوزع التركيب العرقي للمدينة بنسبة 75.05% من البيض و15.76% من الأمريكيين الأفارقة و0.63% من الأمريكيين الأصليين و0.15% من الأمريكيين ذوي الأصول الآسيوية و7.16% من الأعراق الأخرى و1.26% من عرقين مختلطين أو أكثر و9.86% من الهسبانيون أو اللاتينيون من أي عرق.
بلغ عدد الأسر 790 أسرة كانت نسبة 38.7% منها لديها أطفال تحت سن الثامنة عشر تعيش معهم، وبلغت نسبة الأزواج القاطنين مع بعضهم البعض 51.9% من أصل المجموع الكلي للأسر، ونسبة 15.9% من الأسر كان لديها معيلات من الإناث دون وجود شريك،  بينما كانت نسبة 4.6% من الأسر لديها معيلون من الذكور دون وجود شريكة وكانت نسبة 27.6% من غير العائلات. تألفت نسبة 24.6% من أصل جميع الأسر من عدة أفراد يعيشون في نفس المنزل ونسبة 10% كانت تتألف من شخص يعيش بمفرده يبلغ من العمر 65 عاماً أو أكثر. وبلغ متوسط حجم الأسرة المعيشية 2.62، أما متوسط حجم العائلات فبلغ 3.10.
بلغ العمر الوسطي للسكان 35.0 عاماً. وكانت نسبة 28.6% من القاطنين تحت سن الثامنة عشر، وكانت نسبة 8.9% بين الثامنة عشر والرابعة والعشرين عاماً، ونسبة 26.6% كانت واقعةً في الفئة العمرية ما بين الخامسة والعشرين والرابعة والأربعين عاماً، ونسبة 23.7% كانت ما بين الخامسة والأربعين والرابعة والستين، ونسبة 12% كانت ضمن فئة الخامسة والستين عاماً فما فوق. يوجد لكل 100 أنثى 99.0 ذكر، ويوجد لكل 100 أنثى في الثامنة عشر من عمرها فما فوق 93.4 ذكر.
بلغ متوسط دخل الأسرة في المدينة 29,737 دولارًا، أما متوسط دخل العائلة فبلغ 32,243 دولارًا. وكان متوسط دخل الذكور 29,625 دولارًا مقابل 18,859 دولارًا للإناث. وسجل دخل الفرد الخاص بالمدينة 13,080 دولارًا. وكانت نسبة 19.4% من العائلات ونسبة 24.2% من السكان تحت خط الفقر، وكان من هؤلاء نسبة 35.7% تحت سن الثامنة عشر ونسبة 14.8% في الخامسة والستين من العمر وما فوق.

### تعداد عام 2010
بلغ عدد سكان واسكوم 2,160 نسمة بحسب تعداد عام 2010، وبلغ عدد الأسر 813 أسرة وعدد العائلات 561 عائلة مقيمة في المدينة. في حين سجلت الكثافة السكانية 311.2 نسمة لكل كيلومتر مربع (806.0/ميل2). وبلغ عدد الوحدات السكنية 906 وحدة بمتوسط كثافة قدره 130.5 لكل كيلومتر مربع (338.0/ميل2).
وتوزع التركيب العرقي للمدينة بنسبة 69.77% من البيض و13.29% من الأمريكيين الأفارقة و0.93% من الأمريكيين الأصليين و0.23% من الأمريكيين ذوي الأصول الآسيوية و13.56% من الأعراق الأخرى و2.22% من عرقين مختلطين أو أكثر و19.58% من الهسبانيون أو اللاتينيون من أي عرق.
بلغ عدد الأسر 813 أسرة كانت نسبة 37.6% منها لديها أطفال تحت سن الثامنة عشر تعيش معهم، وبلغت نسبة الأزواج القاطنين مع بعضهم البعض 46.5% من أصل المجموع الكلي للأسر، ونسبة 16.7% من الأسر كان لديها معيلات من الإناث دون وجود شريك،  بينما كانت نسبة 5.8% من الأسر لديها معيلون من الذكور دون وجود شريكة وكانت نسبة 31% من غير العائلات. تألفت نسبة 26.6% من أصل جميع الأسر من عدة أفراد يعيشون في نفس المنزل ونسبة 10.5% كانت تتألف من شخص يعيش بمفرده يبلغ من العمر 65 عاماً أو أكثر. وبلغ متوسط حجم الأسرة المعيشية 2.66، أما متوسط حجم العائلات فبلغ 3.22.
بلغ العمر الوسطي للسكان 34.9 عاماً. وكانت نسبة 27.4% من القاطنين تحت سن الثامنة عشر، وكانت نسبة 9.2% بين الثامنة عشر والرابعة والعشرين عاماً، ونسبة 26.6% كانت واقعةً في الفئة العمرية ما بين الخامسة والعشرين والرابعة والأربعين عاماً، ونسبة 25% كانت ما بين الخامسة والأربعين والرابعة والستين، ونسبة 11.8% كانت ضمن فئة الخامسة والستين عاماً فما فوق. وتوزع التركيب الجنسي للسكان بنسبة 50.2% ذكور و49.8% إناث.

## أعلام
- روي غينز
- توم باترسون
- شيلبي سينغلتون

## وصلات خارجية
- The US50 - Cities and Towns in Texas State